# جان بیلتون
جان بیلتون (انگلیسی: John Bilton؛ زادهٔ) بازیکن فوتبال اهل بریتانیا است.
از باشگاه‌هایی که در آن بازی کرده‌است می‌توان به باشگاه فوتبال وورکساپ تاون اشاره کرد.